# 旧城区街道
旧城区街道，是中华人民共和国内蒙古自治区乌兰察布市丰镇市下辖的一个乡镇级行政单位。

## 行政区划
旧城区街道下辖以下地区：
西巨墙街社区、平安街社区、文庙街社区、青龙街社区、马桥街社区、顺城街社区、东巨墙街社区和南门街社区。